# Wilhelm Schellberg
Wilhelm Schellberg (* 7. August 1880 in Essen; † 19. Oktober 1937 in Mönchengladbach) war ein deutscher Literaturwissenschaftler und Verwaltungsbeamter.

## Leben
Er studierte in Freiburg im Breisgau (Promotion zum Dr. phil. am 10. Februar 1904 in Münster). Er war im höheren Schuldienst tätig. Er wurde 1919 vortragender Rat im preußischen Kultusministerium. 1934 trat er in den Ruhestand. Er war Mitherausgeber der Görres-Ausgabe der Görres-Gesellschaft.
Er war Mitglied der katholischen Studentenverbindungen AV Hansea Berlin, KDStV Bavaria Bonn und VKDSt Saxonia Münster.

## Schriften (Auswahl)
- Untersuchung des Märchens „Gockel, Hinkel und Gackeleia“ und des „Tagebuchs der Ahnfrau“ von Clemens Brentano. Münster 1903.
- Clemens Brentano. Mönchengladbach 1922.
- Josef von Görres. Zum 150. Geburtstage (25. Jan. 1926). Köln 1926.
- mit Erich Hylla: Verzeichnis der auf Grund der Ordnung für die Einführung von Lehrbüchern vom 15. September 1923 vom Jahre 1924 ab genehmigten Lehrbücher für die höheren und mittleren Schulen. Berlin 1926.